# Гольденвейзер, Александр Александрович
Алекса́ндр Алекса́ндрович Гольденве́йзер (29 января [10 февраля] 1880, Киев — 6 июля 1940, Портленд, Орегон) — американский этнограф и антрополог.

## Биография
Сын присяжного поверенного, кандидата прав Александра Соломоновича Гольденвейзера и Софьи Григорьевны (Гершевны) Мунштейн (?, Екатеринослав — 1926, Висбаден). Брат Эммануила и Алексея Гольденвейзеров.
В двадцать лет эмигрировал в Америку. Учился в Колумбийском университете у Франца Боаса, в 1904 году получил степень магистра, в 1910 году степень доктора. До 1919 года преподавал там же, затем до 1926 года в Новой школе социальных исследований. С 1923 года профессор Вашингтонского университета.
Один из крупнейших специалистов по истории древних культур Америки. Исследователь происхождения американских ирокезов, эскимосов, тлинкитов и хайда, баганда.

## Основные труды
- Тотемизм: Аналитический очерк (англ. Totemism; An analytical study; 1910)
- Ранняя цивилизация: Введение в антропологию (англ. Early civilization, An Introduction to Anthropology; 1922)
- Роботы или боги (англ. Robots or Gods; 1931)
- История, психология и культура (англ. History, psychology and culture; 1933)
- Антропология: Введение в примитивную культуру (англ. Anthropology, An Introduction to Primitive Culture; 1937)